# Podrute
Podrute je naselje u Republici Hrvatskoj, u sastavu Grada Novog Marofa, Varaždinska županija. 

## Stanovništvo
Prema popisu stanovništva iz 2001. godine, naselje je imalo 497 stanovnika te 161 obiteljskih kućanstava.
| broj stanovnika | 358   | 445   | 509   | 589   | 716   | 745   | 722   | 874   | 886   | 857   | 778   | 725   | 664   | 598   | 497   | 421   | 281   |
|                 | 1857. | 1869. | 1880. | 1890. | 1900. | 1910. | 1921. | 1931. | 1948. | 1953. | 1961. | 1971. | 1981. | 1991. | 2001. | 2011. | 2021. |

## Povijest
Dana 7. siječnja 1992. godine u zračnom prostoru iznad Podruta Jugoslavensko ratno zrakoplovstvo oborilo je helikopter promatračke misije Europske zajednice. Poginulo je 5 promatrača.

## Promet
Kroz naselje prolazi željeznička pruga Zaprešić – Zabok – Varaždin – Čakovec (R201) te državna cesta D24.

## Znamenitosti
U naselju se nalazi crkva Kraljice Mira.